# Enrique de Peralta y Cárdenas
Enrique de Peralta y Cárdenas (Madrid, 1603 - Burgos, 20 de noviembre de 1679)  fue un eclesiástico español, obispo de Palencia, de Almería y arzobispo de Burgos. 

## Biografía
Hijo de Urbán de Peralta Calderón, descendiente de la nobleza navarra, y de Elvira de Cárdenas y Figueroa, que era hermana del conde de la Puebla. Su hermano mayor Alonso fue vizconde de Ambite y embajador de Felipe IV en Inglaterra; su otro hermano Luis fue consejero de hacienda; sus hermanas Beatriz y Juana María fueron monjas en el monasterio de Santa Fe de Toledo.
Estudiante del colegio de los Manriques de la Universidad de Alcalá y de la universidad de Osuna, se doctoró en cánones. Fue inquisidor de Cuenca en 1629, presidente de la inquisición de Valladolid en 1640, maestrescuela de la universidad y catedral de Salamanca en 1650, obispo de Almería desde 1655, de Palencia desde 1659 y arzobispo de Burgos desde 1663.
| Predecesor: Alfonso de San Vítores       | Obispo de Almería 1654 – 1659     | Sucesor: Alfonso Pérez de Humanares |
| Predecesor: Antonio de Estrada Manrique  | Obispo de Palencia 1659 – 1665    | Sucesor: Gonzalo Bravo Grájera      |
| Predecesor: Diego de Tejada y la Guardia | Arzobispo de Burgos 1665 – 1679 † | Sucesor: Juan Fernández de Isla     |